# Communauté de communes de la Vallée d’Abondance
Die Communauté de communes de la Vallée d’Abondance ist ein ehemaliger französischer Gemeindeverband mit Rechtsform einer Communauté de communes im Département Haute-Savoie, dessen Verwaltungssitz sich in dem Ort Abondance befand. Das Gebiet seiner sechs Mitgliedsgemeinden erstreckte sich im östlichen Chablais in den Savoyer Voralpen und umfasste das Tal der Dranse d’Abondance. Der Gemeindeverband entstand Ende 2012 und folgte auf eine in den 1990er Jahren begonnene Zusammenarbeit zwischen den Gemeinden.

## Aufgaben
Zu den vorgeschriebenen Kompetenzen gehörten die Entwicklung und Förderung wirtschaftlicher Aktivitäten und des Tourismus sowie die Raumplanung auf Basis eines Schéma de Cohérence Territoriale. Der Gemeindeverband bestimmte die Wohnungsbaupolitik. Er betrieb die dezentrale Abwasserentsorgung und den Schulbusverkehr. Zusätzlich förderte der Verband Kultur- und Sportveranstaltungen.

## Historische Entwicklung
Mit Wirkung vom 1. Januar 2017 fusionierte der Gemeindeverband mit der Communauté de communes du Pays d’Evian und bildete so die Nachfolgeorganisation Communauté de communes Pays d’Evian Vallée d’Abondance.

## Ehemalige Mitgliedsgemeinden
Folgende sechs Gemeinden gehörten der Communauté de communes de la Vallée d’Abondance an:
| Gemeinde                | Einwohner 1. Januar 2022 | Fläche km² | Dichte Einw./km² | Code INSEE | Postleitzahl |
| ----------------------- | ------------------------ | ---------- | ---------------- | ---------- | ------------ |
| Abondance               | 1.536                    | 58,84      | 26               | 74001      | 74360        |
| Bonnevaux               | 282                      | 7,82       | 36               | 74041      | 74360        |
| Châtel                  | 1.168                    | 32,19      | 36               | 74063      | 74390        |
| Chevenoz                | 701                      | 10,54      | 67               | 74073      | 74500        |
| La Chapelle-d’Abondance | 873                      | 37,85      | 23               | 74058      | 74360        |
| Vacheresse              | 912                      | 31,02      | 29               | 74286      | 74360        |